# Nicolaus Schuback

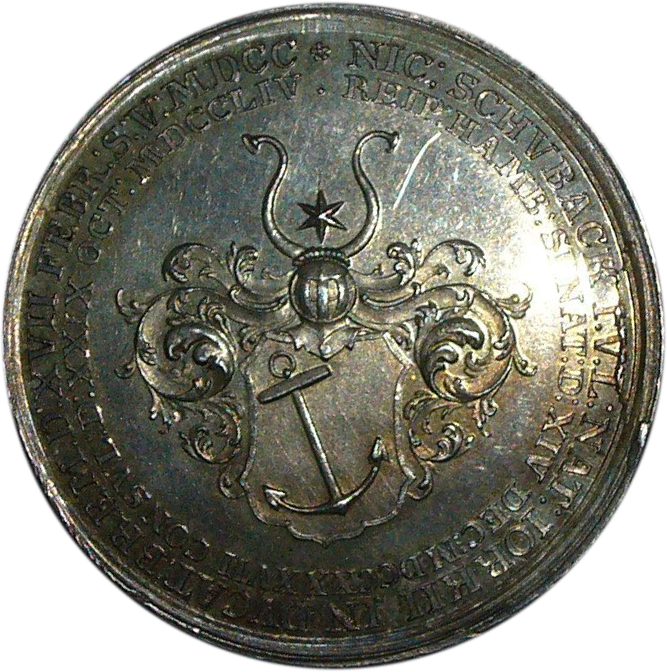
Cara (1783)

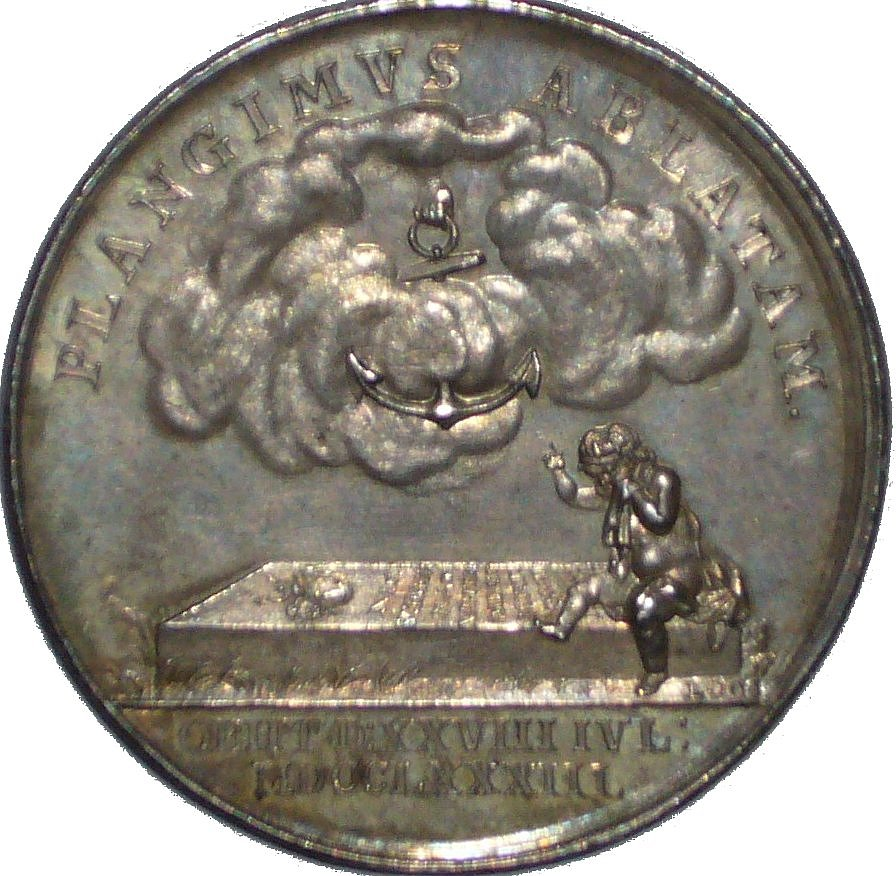
Coroa (1783)

Nicolaus Schuback (18 de fevereiro de 1700, Jork - 28 de julho de 1783, Hamburgo ) foi um advogado da Alemanha. No período de 29 de outubro de 1754 até 28 de agosto de 1782 ele foi prefeito de Hamburgo. Após a sua morte, a sua família cunhou uma moeda especial que foi dada às pessoas que compareceram ao funeral.